# Dolni Lom
Dolni Lom (Bulgaars: Долни Лом) is een dorp in het noordwesten van Bulgarije, gelegen in de gemeente Tsjoeprene in oblast Vidin. Het dorp ligt hemelsbreed ongeveer 56 km ten zuidwesten van de regionale hoofdstad Vidin en 100 km ten noordwesten van de nationale hoofdstad Sofia.

## Bevolking
Het dorp Dolni Lom had bij de laatste officiële volkstelling van 7 september 2021 een inwoneraantal van 154 personen. Dit waren 57 mensen (-27,0%) minder dan 211 inwoners bij de census van 1 februari 2011. De gemiddelde jaarlijkse groei in die periode komt daarmee uit op -2,9%, hetgeen lager is dan het landelijk jaarlijks gemiddelde over deze periode (-1,14%). Het aantal inwoners vertoont al vele jaren een dalende trend: in 1946 had het dorp nog een recordaantal van 1.246 inwoners.
- 1934 1220
Koninkrijk Bulgarije
- 1946 1246
Volksrepubliek Bulgarije
- 1956 1111
Volksrepubliek Bulgarije
- 1965 878
Volksrepubliek Bulgarije
- 1975 722
Volksrepubliek Bulgarije
- 1985 557
Volksrepubliek Bulgarije
- 1992 417
Republiek Bulgarije
- 2001 342
Republiek Bulgarije
- 2011 211
Republiek Bulgarije
- 2021 154
Republiek Bulgarije

- Koninkrijk Bulgarije
- Volksrepubliek Bulgarije
- Republiek Bulgarije

In het dorp wonen uitsluitend etnische Bulgaren. In de optionele volkstelling van 2011 identificeerden alle 208 ondervraagden zichzelf als etnische Bulgaren (100%). 
| Etnische samenstelling van de respondenten (2011) | Etnische samenstelling van de respondenten (2011) | Etnische samenstelling van de respondenten (2011) | Etnische samenstelling van de respondenten (2011) | Etnische samenstelling van de respondenten (2011) |
| ------------------------------------------------- | ------------------------------------------------- | ------------------------------------------------- | ------------------------------------------------- | ------------------------------------------------- |
|                                                   |                                                   |                                                   |                                                   |                                                   |
| Bulgaren                                          | Bulgaren                                          |                                                   | 100,0%                                            | 100,0%                                            |
| Turken                                            | Turken                                            |                                                   | 0,0%                                              | 0,0%                                              |
| Roma                                              | Roma                                              |                                                   | 0,0%                                              | 0,0%                                              |
| Anders/Onbekend                                   | Anders/Onbekend                                   |                                                   | 0,0%                                              | 0,0%                                              |